# Saipanetta mckenziei
Saipanetta mckenziei är en kräftdjursart som beskrevs av Teeter 1975. Saipanetta mckenziei ingår i släktet Saipanetta och familjen Saipanettidae. Inga underarter finns listade i Catalogue of Life.